# 奧爾尼 (馬里蘭州)
奧爾尼（英語：Olney）是位於美國馬里蘭州蒙哥馬利縣的一個普查規定居民點。

## 人口
根據2020年美國人口普查的數據，奧爾尼的面積為42.02平方千米，當中陸地面積為41.91平方千米，而水域面積為0.11平方千米。當地共有人口35820人，而人口密度為每平方千米852.45人。